# Бустанико
Бустанико (фр. Bustanico) насеље је и општина у Француској у региону Корзика, у департману Горња Корзика која припада префектури Кор.
По подацима из 2011. године у општини је живело 60 становника, а густина насељености је износила 5,21 становника/km². Општина се простире на површини од 11,52 km². Налази се на средњој надморској висини од 800 метара (максималној 1.727 m, а минималној 617 m).

## Демографија
| 1962. | 1968. | 1975. | 1982. | 1990. | 1999. | 2011. |
| ----- | ----- | ----- | ----- | ----- | ----- | ----- |
| 109   | 123   | 97    | 75    | 66    | 77    | 60    |

График промене броја становника у току последњих година